# Aire d'oli
L'aire d'oli o escuma lleugera d'oli, és una elaboració d'oli d'oliva texturitzat, resultant de la combinació d'oli d'oliva amb un o més texturitzants, que poden ser la lecitina de soja, que és el més comú, la metilcel·lulosa i el sucroèster.
Els aires d'oli es van crear a partir d'una tècnica que es va començar a utilitzar a El Bulli durant la seva última dècada en actiu. La funció de l'aire d'oli és la de transportar una aroma a un plat a partir de l'emulsió d'un producte amb una estructura semblant a la de petites bombolles d'aire.
L'aire d'oli i l'escuma d'oli són el mateix des d'un punt de vista fisicoquímic. L'aire és, simplement, una escuma menys densa. Això fa que, des d'un punt de vista gastronòmic, es considerin dues elaboracions diferents 

## Composició
La composició de l'aire d'oli consta d'una barreja d'oli d'oliva, que és l'ingredient principal d'aquesta elaboració, i un texturitzant que actua com a airejant. D'aquesta dissolució se n'obté una emulsió de vida curta, ja que no és estable durant més de 3 minuts. Per crear-la, és imprescindible l'equilibri entre els dos elements.

## Procés d'elaboració
Existeixen tres texturitzants i, per tant, tres vies diferents per obtenir aquest element:

### Lecitina de soja
S'obté l'aire d'oli a partir de l'acció mecànica d'un batedor elèctric que va afegint aire a la barreja d'oli i lecitina, en la qual aniran apareixent petites bombolles d'aire sobre la dissolució, cada vegada amb més consistència. La proporció ideal per a la realització d'aquests aires és d'entre un 1 % i un 3 % del volum total. Si s'augmenta la concentració d'oli per litre de texturitzant, la quantitat d'aire no es veurà afectada, però sí el color i el gust de l'elaboració que es faci. Com que la lecitina no tolera més de 80 °C, la temperatura ideal per l'elaboració d'aire oscil·la entre els 20 °C i els 40 °C.

### Metilcel·lulosa
Es barreja l'oli d'oliva i la metilcel·lulosa i es deixa refredar fins als 4 °C. Un cop s'aconsegueix aquesta temperatura, s'escalfa fins als 40–60 °C i, mitjançant el mateix procediment, es bat la barreja fins a obtenir bombolles estables d'aire.

### Sucroèster
Aquest procediment és el mateix que amb la lecitina de soja. Es barreja el sucroèster amb l'oli d'oliva, s'escalfa a una temperatura d'entre 20 °C i 40 °C i es bat amb un batedor elèctric, fins que prengui consistència.

## Origen
S'atribueix a Ferran Adrià l'ús dels texturitzants per a l'elaboració d'aires, al seu restaurant El Bulli (concretament al Bulli-Taller). Durant l'última dècada de El Bulli hi hagué un gran ús dels texturitzants i es comprovà que es podia aconseguir una concentració de bombolles d'aire a la superfície d'un líquid, alhora que aquesta concentració mantenia la seva estabilitat durant llargs períodes. En aquest cas, l'ingredient utilitzat per a l'elaboració d'aires va ser la lecitina.
Posteriorment, molts restaurants han seguit el mateix camí i han començat a introduir els texturitzants i, més concretament, els aires en la seva cuina.
Actualment, l'empresa Sosa distribueix el texturitzant, així com aquelles receptes que es poden elaborar amb aquest texturitzant.

## Aplicacions culinàries
En l'àmbit culinari, els aires s'utilitzen per donar volum i presentar un producte d'una manera innovadora, i també per transportar aromes i gustos a un plat.